# 波多里耶區

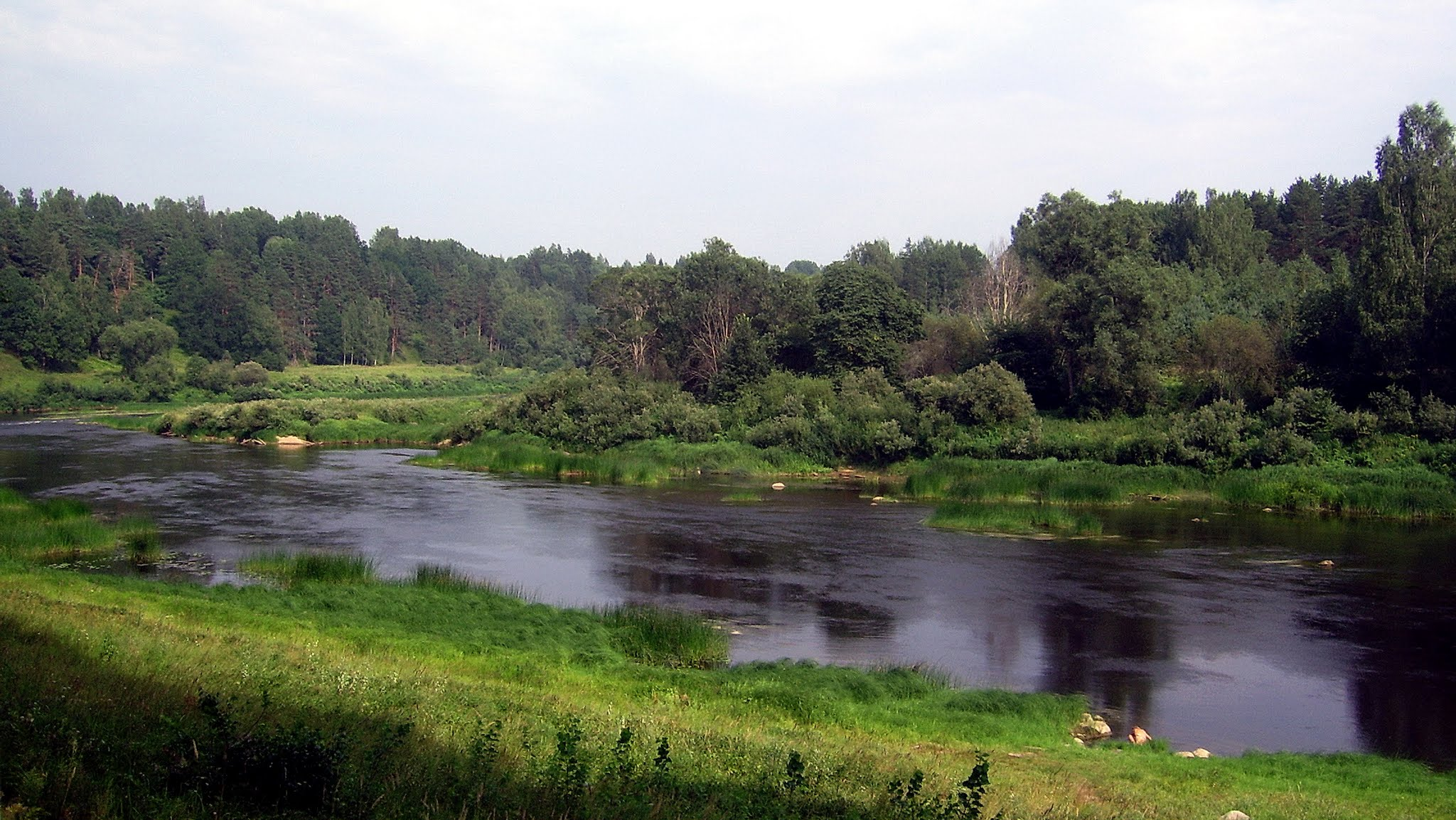

57°28′N 31°07′E / 57.467°N 31.117°E
波多里耶區（俄语：Поддорский район），是俄羅斯的一個區，位於該國西北部，由諾夫哥羅德州負責管轄，始建於1927年10月1日，面積2,952平方公里，2010年人口4,645，人口密度每平方公里1.57人。